# Pirmin
Pirmin latinsky Pirminius (cca 670 – 3. listopadu 753 Hornbach, Porýní-Falc) byl franský mnich a misionář merovejské éry. Založil nebo obnovil četné kláštery v Alamannii, zejména v Alsasku, podél Horního Rýna a v oblasti Bodamského jezera. Římskokatolickou církví je uznávan jako světec.

## Život
Pirmin pocházel pravděpodobně z oblasti Narbonne a byl patrně vizigótského původu. Mnoho Vizigótů uprchlo do Franské říše po arabském dobytí Španělska na začátku 8. století.
Od roku 718 byl opatem kláštera Quortolodora v Antverpách, tehdejší Austrásii, kde spolu se svými žáky sloužil uvnitř brože kostela Het Steen, který byl ve 12. století zasvěcen svaté Valburze. Později byl vyzván hrabětem Rohingusem, aby zůstal v jeho vile v Thommenu, poblíž Sankt Vithu v Ardenách.
Svou činností Pirmin získal přízeň Karla Martela, franského majordoma. Byl vyslán, aby pomohl znovu vybudovat opatství Disentis na území dnešního Švýcarska. V roce 724 byl jmenován opatem v opatství Mittelzell na ostrově Reichenau, které již dříve založil. Později byl z politických důvodů vyhoštěn do Alsaska. Zemřel v roce 753 v opatství v Hornbach, kde byl také pohřben.

## Misionář
Pirminova misijní činnost se odehrávala především v Alsasku a horní oblasti Rýna a Dunaje. Kromě aktivního kázání a konvertování také založil nebo reformoval mnoho klášterů, například v Amorbachu, Gengenbachu, Murbachu, Wissembourgu, Marmoutieru, Neuweileru a Reichenau. Zajistil dotace od Odila Bavorského, který financoval založení opatství Niederaltaich a Wernera I. ze Sálské dynastie, který financoval nové opatství v Hornbachu.
Nejdůležitější z Pirminových knih je Dicta Abbatis Pirminii, de Singulis Libris Canonicis Scarapsus. Kniha shromažďuje citáty církevních otců, pravděpodobně využívána misionáři či při modlitbách před klášterním jídlem. Byla sepsána mezi lety 710-724 a obsahuje nejstarší podobu současného textu apoštolského vyznání.

## Uctívání
Původně byl pohřben v Hornbachu, roku 1558 došlo k translaci jeho ostatků do Špýru a roku 1576 do Innsbrucku. Jeho svátek je slaven 3. listopadu. Je patronem Porýní-Falce, Alsaska, ostrova Reichenau a města Innsbrucku. Jeho jméno nese porýnské město Pirmasens.
Platí za patrona proti moru, otravám, hadům, žábám, revmatu a nemocem očí.
Bývá vyobrazen jako klerik v kasuli (například Solothurn, chrám sv. Ursuse), jako opat držící model kostela, někdy jako biskup s berlou, mitrou a v pontifikálním oděvu s pluviálem, někdy odhání hady a žáby (například na sklomalbě chrámového okna v Reichenau-Mittelzell).

## Dílo
- Scarapsus, (Ursmar Engelmann: Der heilige Pirmin und sein Pastoralbüchlein, eingeleitet und ins deutsche übertragen. Sigmaringen 1976) ed. Hauswald, E. 2006, Pirmins Scarapsus - Einleitung und Edition,  Archivováno 17. 2. 2007 na Wayback Machine.

### Prameny
- Vita Pirminii auctore monacho Hornbacensi, ed. O. Holder-Egger (=MGH SS XV), 17-31;
- Miracula sancti Pirminii Hornbacensia, ed. O. Holder-Egger (=MGH SS XV), 31-35;
- Vita Pirminii I u. II, ed. Ch. de Smedt in AASS nov. II/1 (1894), 33-44.